# Waldbrände in Südkalifornien 2017

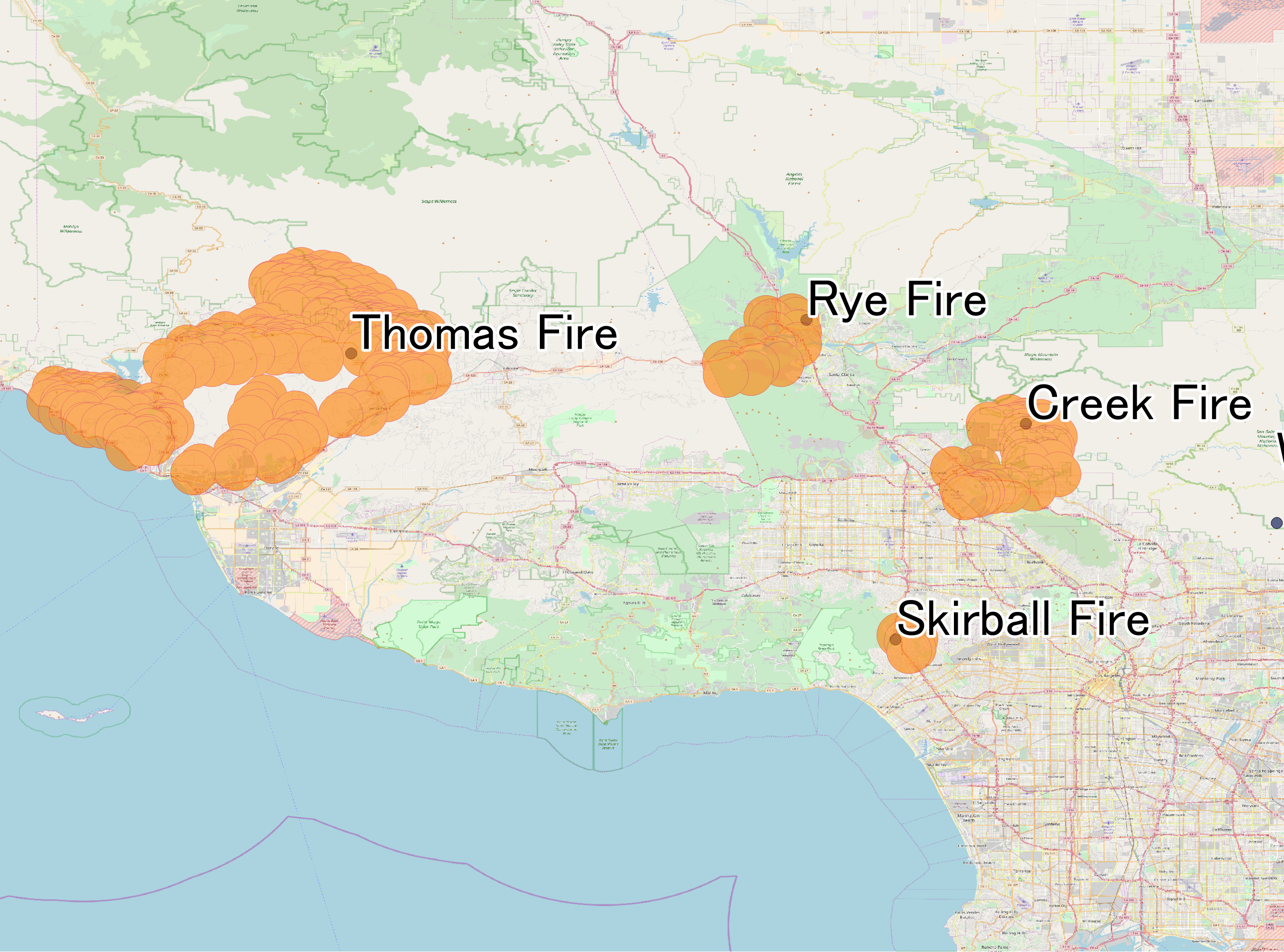
Karte des Thomas Fire und angrenzender Brände

Die Waldbrände in Kalifornien 2017 waren die flächengrößten in der Geschichte des Staates. Mehr als 104.607 Anwohner mussten evakuiert werden. Mehr als 1063 Bauwerke wurden zerstört, 280 weitere beschädigt. Bis zum 22. Dezember wurden zur Bekämpfung der Brände mindestens 177 Millionen US-Dollar ausgegeben. Mehr als 8500 Feuerwehrleute waren im Einsatz.
Auf seinem Höhepunkt waren die Brände so stark, dass sie das Wetter beeinflussten und einen Feuersturm auslösten.
Wichtigster Faktor bei der Ausbreitung waren die ungewöhnlich starken Santa-Ana-Winde.

## Verlauf
Das Feuer war am 4. Dezember 2017 in Santa Paula ausgebrochen. Es bewegte sich rasch auf Ventura zu und zerstörte noch in derselben Nacht mehr als 500 Wohnhäuser.
Es fraß sich durch die Santa Ynez Mountains, dehnte sich auf den Los Padres National Forest aus und erreichte Santa Barbara County. Am 14. Dezember starb ein Feuerwehrmann bei den Löscharbeiten in der Nähe von Fillmore.